# タブラ・フンガリアエ

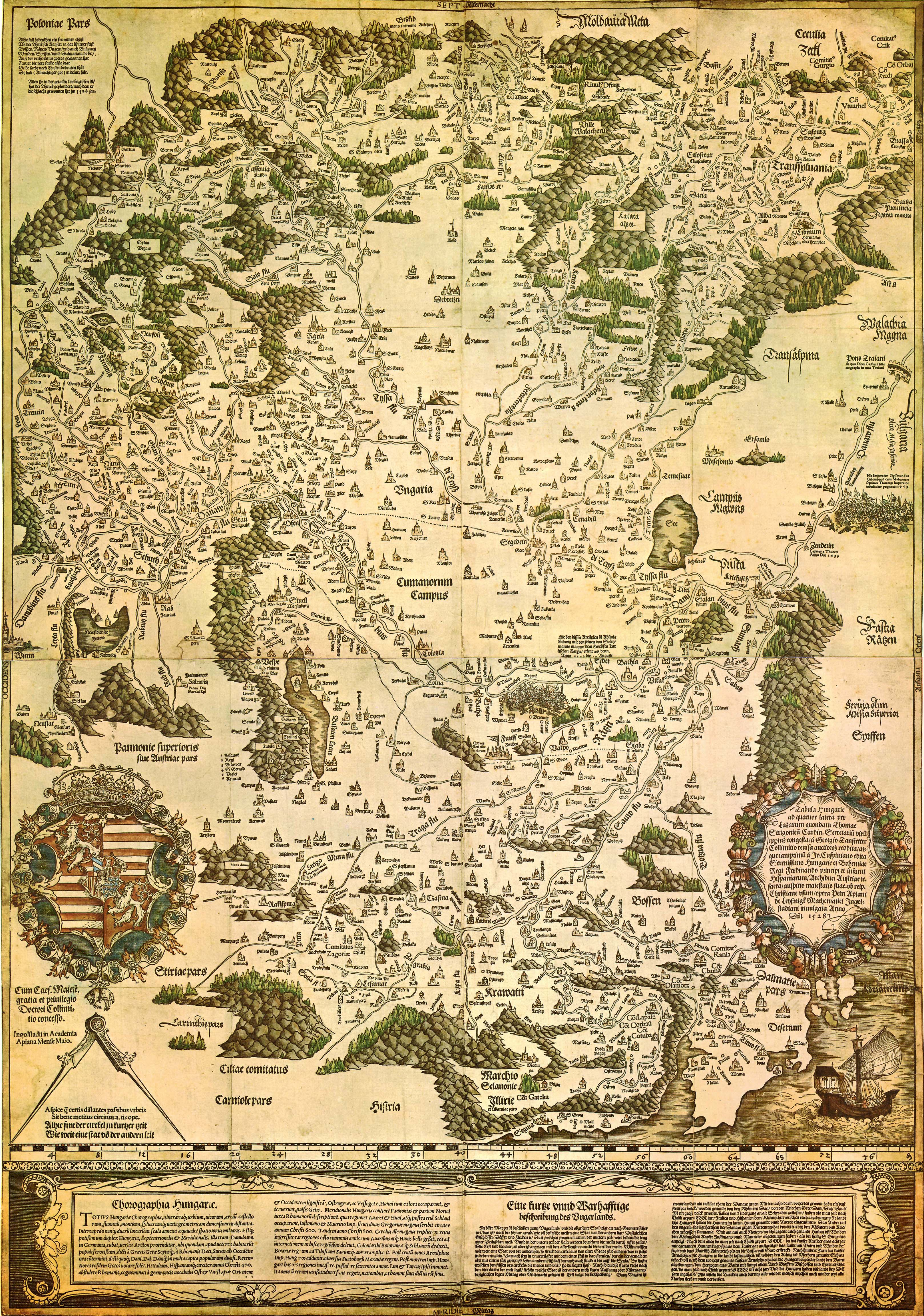
インゴルシュタットで1528年に作られたタブラ・フンガリアエ

タブラ・フンガリアエ（Tabula Hungariae, Lázár's map、「ハンガリーの表」の意）は、1528年以前にハンガリー人ラーザール・デアーク（Lázár deák）が作ったハンガリーの印刷地図。2007年に国際連合教育科学文化機関（UNESCO）の世界の記憶に登録されている。

## 内容

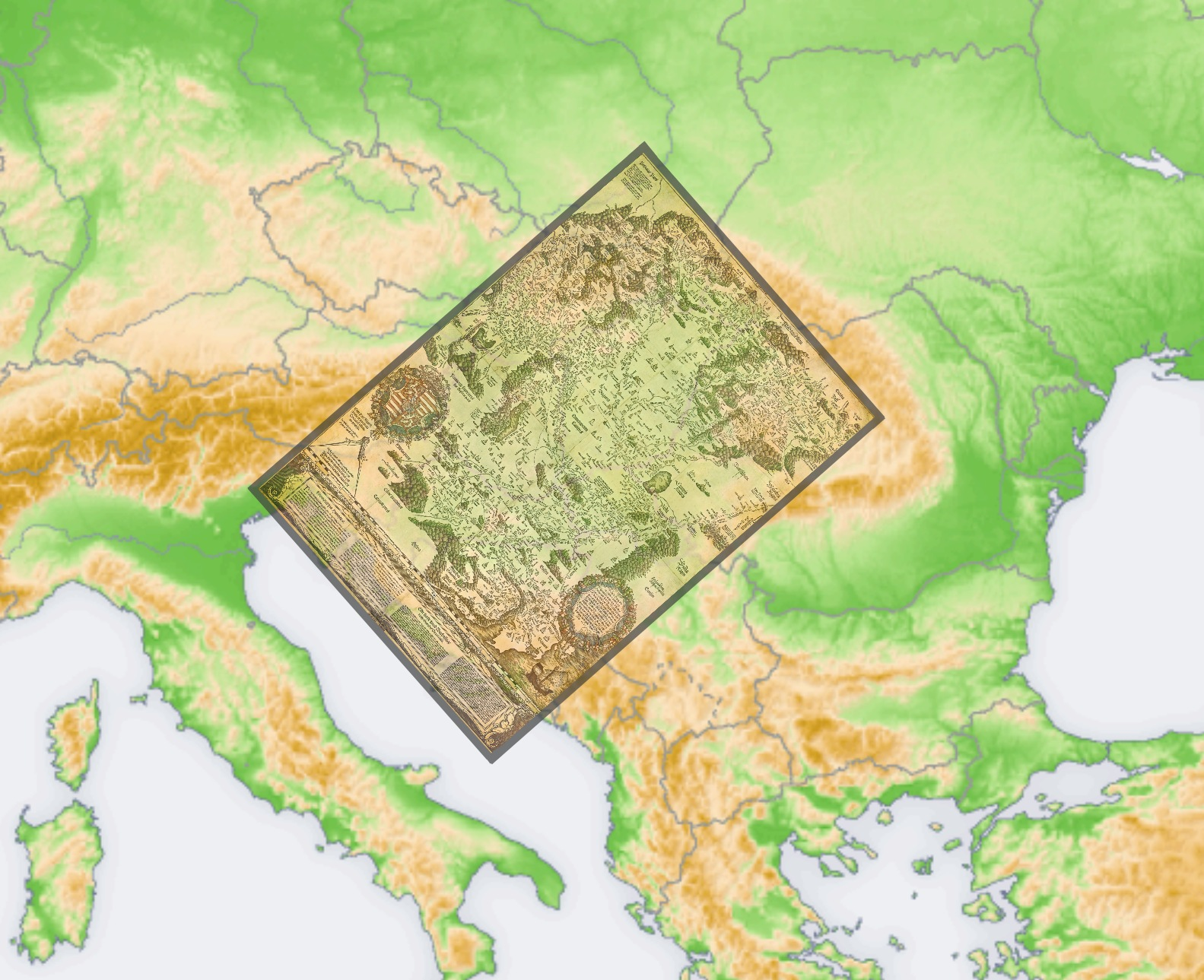
タブラ・フンガリアエで描かれているおよその地域

この地図は大きさ65×85 cmほどであり、北東を上、南西を下に描かれている。地図は16世紀初めのハンガリー王国の領域を示している。
ハンガリー王国はこの地図ができる直前の1526年、モハーチの戦いで、北側（王領ハンガリー）をハプスブルク家に、南側（オスマン帝国領ハンガリー）をイスラーム国家であるオスマン帝国に分け取りにされている。旧ハンガリー王国は、形式上はハプスブルク家（ハプスブルク帝国）に吸収された形になっており、この地図もハプスブルク領で作られたものである。この地図では、オスマン領である南半分は別の色で塗られている。南部に飛び地としてハプスブルク家側の領地が残されており、地図作成の目的はオスマン帝国に対する反撃にあったものと思われる。もっとも、戦争はしばらくオスマン帝国有利に進み、この地図でハプスブルク領であった地域のいくつかは後にオスマン帝国領となっている。
この地図には約1400の地名が書かれており、それが今日貴重な資料となっている。書かれた地名の内1270が集落名、その内の365がトリアノン条約で取り決められた今日のハンガリー領のものである。
地図の最下部に、ドイツ語、ラテン語それぞれで地図の解説が書かれている。

### 集落の名称
集落の名称は古高ドイツ語の正書法で書かれているため、今日 é で書かれる部分は ee、ö で書かれる部分は ew、c で書かれる部分は一部が tz と表記されている。このような表記となったのは、この地図を印刷で作った都合によるものと考えられている。もっとも、Lázárのように、ハンガリー方言がそのまま使われている箇所もある。

## 地図を巡る経緯
この地図はウィーン大学教授のゲオルク・タンステッテルの助力、ヨハネス・クスピニアンの資金援助のもと、地理学者のペトルス・アピアヌスによってインゴルシュタットにて印刷された。
この地図は17世紀後半まで、部分的には伝わっていたものの全図は伝わっておらず、書物の中の記載から内容が推測されているだけだった。しかし1880年代初期に偶然見つかり、1882年にコレクターのシャンドール・アッポニ（Sándor Apponyi）に買い取られた。1924年にハンガリー国立セーチェーニ図書館に寄贈され、現在に至っている。

## 後世への影響
この地図は1552年まで印刷が続けられたことが知られているが、この地図そのものはやがて使われなくなった。ただし「タブラ・ハンガリエ」または「Nova descriptio totius Hungariae」の名称で新しい地図が作られている。6つのものが知られている。
- Giovanni Andrea Vavassore (1510-1572に活躍), ヴェネツィア, 1553年
- Pirro Ligorio (1496-1583), ローマ, 1558年 (紛失), 1599年
- Antonio Lafreri (1512-1577), ローマ, 1558年, 1559年, 156?年
- János Zsámboky (1531-1584), ウィーン, 1566年
- Claudio Duchetti　(1554-1597), ローマ, 1577年
- Giovanni Orlandi (1600-1604に活躍), ローマ, 1602年